# Illusion

På bilden är alla rutor lika stora, även om de är nära eller längre bort från betraktaren, vilket ger intrycket att det röda och det blå klotet är strax bredvid varandra.

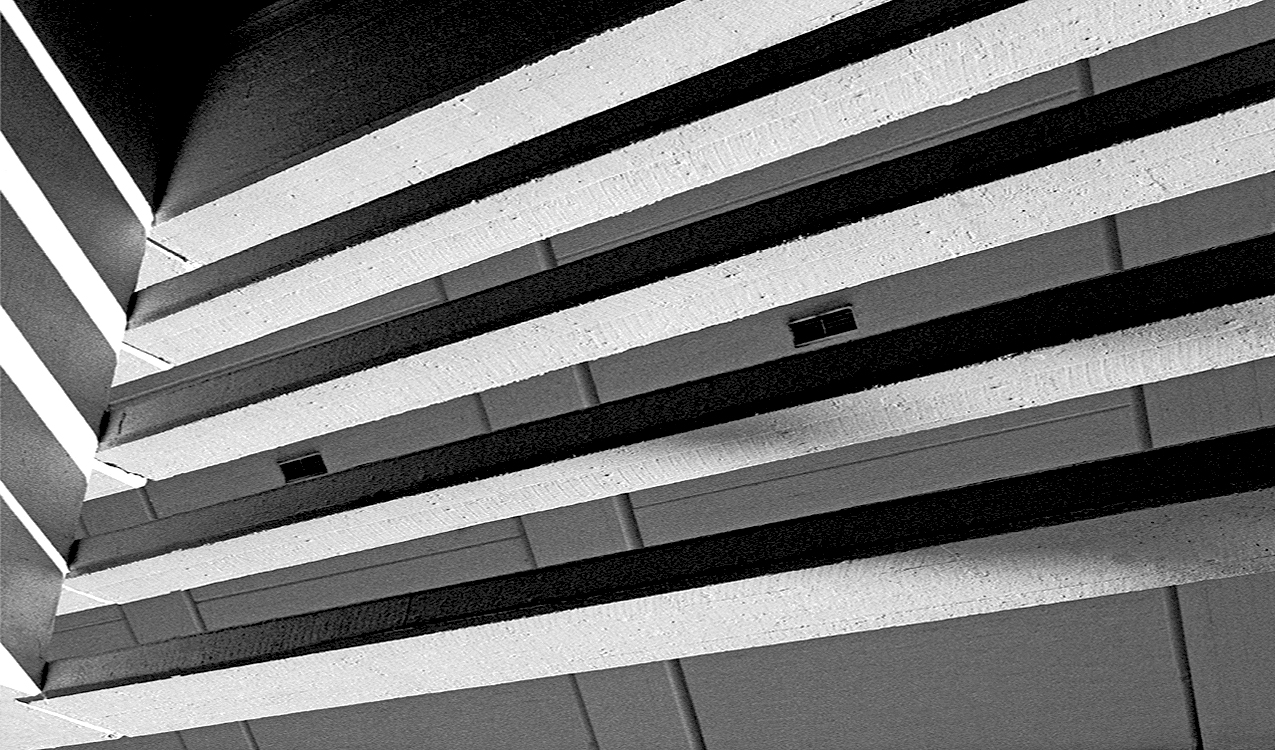
Hjärnan har svårt att avgöra vad som är upp eller ner, förgrund eller bakgrund. Vrids bilden 180 grader syns det tydligt att det är en rad betongbalkar (solskydd) fotograferade snett underifrån.

En illusion är en falsk uppfattning av verkligheten, ofta orsakad av flertydiga sinnesintryck. En illusionist är en person som i underhållningssyfte utför trolleri men som medger att dessa är just illusioner, till skillnad från häxor, siare med flera som påstår sig utöva magi med övernaturliga effekter.
Illusioner kommer från något i den verkliga omgivningen medan hallucinationer skapas helt och hållet av hjärnan. Illusion är ett relativt vanligt symtom vid konfusion medan hallucinos är ett centralt symtom vid psykos.
Illusion kan också handla om uppfattning om hur vi kan veta att någon existerar eller att ens världen existerar. Detta är vanligt inom filosofi, existentialismen.

## Sinnesintryck som kan ge upphov till illusioner
- Hägring
- Optisk illusion
- Skenperspektiv
- Synvilla
- Trompe l'œil
- Trolleri